# كلوديا ماريا بوخ
كلوديا ماريا بوخ (بالألمانية: Claudia-Maria Buch)‏ هي اقتصادية ألمانية، ولدت في 1966 في بادربورن في ألمانيا.

## وصلات خارجية
- كلوديا ماريا بوخ على موقع مونزينجر (الألمانية)